# Доль (Юра)
Доль (фр. Dole) — самая крупная (по населению) коммуна французского департамента Юра, бывшая столица исторической области Франш-Конте. Родной город Луи Пастера. Доль расположен на реке Ду и канале Рейн — Рона. На 2012 год население города составляло 23 685 человек. Поддерживает побратимские связи с 1993 года с городом Кострома.

## Географическое положение
Коммуна находится на северо-западе департамента Юра (регион Франш-Конте). Доль является супрефектурой департамента, то есть центром округа Доль, и главной коммуной кантонов Доль-1, Доль-2. Коммуна расположена на реках Ду, Клож (фр.) и канале Рейн — Рона.

## История
Время основания города неизвестно. Археологические раскопки указывают на существование рядом с нынешним городом кельтского поселения, которое, вероятно, было перенесено на современное место в римскую эпоху.

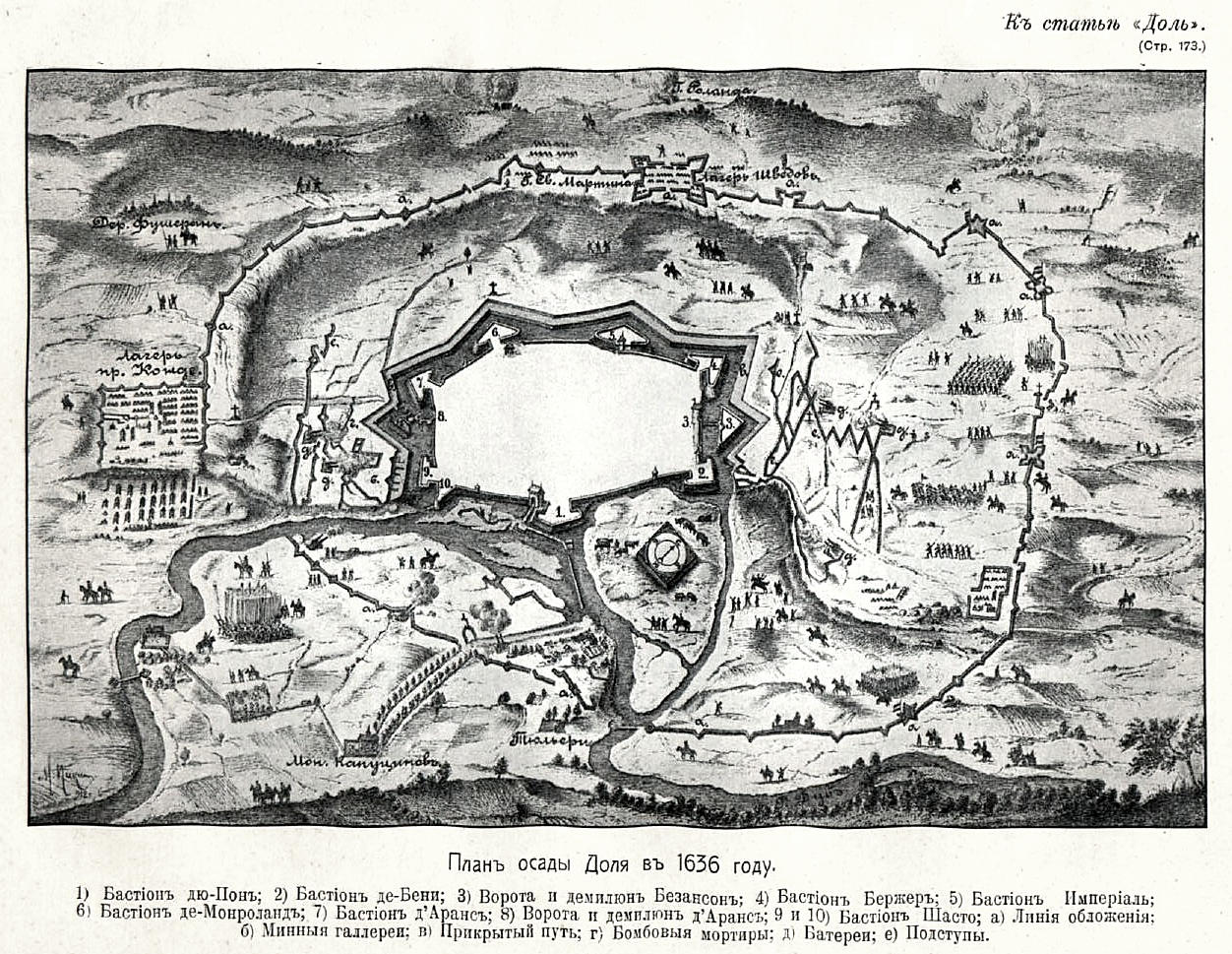
Осада Доля (1636)

В VI веке Доль становится центром пага Амау (Amaous) (фр.) королевства бургундов. С XI века Доль служит одной из столиц графов и пфальцграфов Бургундии, ставших вассалами Священной Римской империи. Граф Рено III делает Доль своей главной резиденцией. При нём выстраиваются новые стены, большой каменный мост, организуется ярмарка, основывается цистерцианский монастырь, командорство ордена тамплиеров. Его зять Фридрих Барбаросса расширяет замок графов Амау. В 1274 году Доль получает права вольного города.
«Золотой век» для города наступает в XV веке, когда пфальцграфством владеют герцоги второго Бургундского дома. Но после гибели последнего из них, Карла Смелого, в ходе войны за его наследство наёмники Людовика XI разграбили и практически уничтожили город, разрушив большинство строений и истребив множество его жителей. В 1493 году город в составе графства возвращён наследникам Карла Смелого — Габсбургам — и вскоре был восстановлен в готическом стиле.
В 1670-х годах после нескольких осад перешёл в руки Короля-Солнца. Местный парламент и Бургундский университет, основанный в 1423 году Филиппом Добрым, были переведены в Безансон. Доль стал небольшим патриархальным городом. Из памятников старины сохранились собор Нотр-Дам XVI века и больница имени Пастера (XVII в.).
В 1871 году Доль осаждал Мантейфель.
В Доле проходили съёмки нескольких известных французских фильмов, например, комедии «Любовь в лугах» (1995).

## Население
В коммуне в 2012 году проживало 23 685 человек, из них 16,8 % младше 14 лет, 18,2 % — от 15 до 29 лет, 16,9 % — от 30 до 44, 20,0 % — от 45 до 59 лет, 28,1 % старше 60..
Динамика населения согласно INSEE:
| Население коммуны в XIX—XXI веках |
| --------------------------------- |
|                                   |

## Экономика
Средний декларируемый годовой доход в коммуне: 18 141,5 евро. В 2012 году из 14 614 человек трудоспособного возраста (от 15 до 64 лет) 10 111 были экономически активными, 4503 — неактивными (показатель активности 69,2 %, в 2007 году — 67,3 %). Из 10 111 активных трудоспособных жителей работали 8545 человек (4473 мужчины и 4072 женщины), 1566 числились безработными (762 мужчины и 804 женщины). Среди 4503 трудоспособных неактивных граждан 1476 были учениками либо студентами, 1330 — пенсионерами, а ещё 1697 — были неактивны в силу других причин. В коммуне проживает 8674 человека старше 15 лет, имеющих работу, причём 63,9 % из них работает в коммуне, 19,1 % в пределах департамента, а 0,3 % населения работает за пределами Франции.